# Transformator impedancji

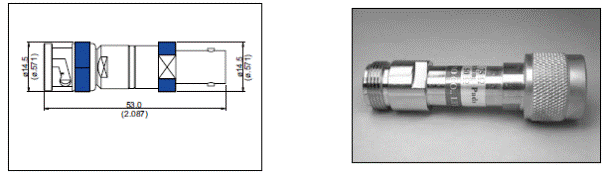
matching pad - transformator impedancji z 50 na 75 Ω

Transformator impedancji (ang. impedance transformer, taper lub matching pad) – pasywny układ mikrofalowy służący do dopasowania dwóch układów lub prowadnic o różnej impedancji charakterystycznej. Zwykle są to linie lub układy pomiarowe o impedancjach 50 Ω i 75 Ω. Bezpośrednie podłączenie dwóch elementów o różnych impedancjach powoduje powstanie sygnału odbitego. Na granicy prowadnic o impedancjach 75 Ω i 50 Ω współczynnik odbicia wyniesie Γ = 0,2, co odpowiada współczynnikowi odbicia WFS (VSWR) = 1,25, Jest to minimalne odbicie, które może wzrosnąć na skutek braku mechanicznego dopasowania interfejsów (złącz). 
Są dwa rodzaje  transformatorów impedancji wykorzystywanych w praktyce 
- pierwszy to transformator impedancji, który w łagodny sposób zmieniając profil dostosowuje impedancję wejściowa do wyjściowej, do cech tych układów należą relatywnie duże wymiary, niższe straty w porównaniu do rezystancyjnych transformatorów impedancji oraz brak możliwości pracy dla niskich częstotliwości. Układy transformatorów impedancji często wykonuje się w technologii mikropaskowej. Przy realizacji tego typu transformatorów wykorzystuje się różne profile zmiany impedancji w funkcji długości transformatora (Chebyszewa, liniowy, wykładniczy)
- drugi typ to układy rezystywne dopasowujące impedancje. Są one mniejsze, pracują również dla DC, ale mają relatywnie duże straty, co wynika z topologii układu – konfiguracji połączenia rezystancji (T, pi lub L). Straty te wynoszą min. 5,7 dB dla układu dopasowującego z 50 Ω na 75 Ω.

W praktyce oprócz nazwy transformator impedancji funkcjonują inne nazwy pochodzące z języka angielskiego – tapper, częściej używany dla pierwszego rodzaju transformatora oraz matching pad dla układu rezystywnego. Układy matching pad są często wykorzystywane przy pomiarach układów 75 Ω z wykorzystaniem urządzeń pomiarowych dostosowanych do pomiaru układów 50 Ω (np. analizatory sieci lub widma). Straty 5,7 dB są uwzględniane w kalibracji.